# 张坊镇 (北京市)
张坊镇，是中华人民共和国北京市房山區下辖的一个乡镇级行政单位。
张坊镇是“中国磨盘柿之乡”。大峪沟村是“中国磨盘柿第一村”。

## 行政区划
张坊镇下辖以下地区：
大峪沟村、北白岱村、蔡家口村、东关上村、三合庄村、瓦沟村、千河口村、穆家口村、广录庄村、南白岱村、西白岱村、史各庄村、张坊村、片上村和下寺村。